# Клён Траутфеттера
Клён Траутфеттера или клён высокогорный (лат. Acer Trautvetteri) — дерево семейства Кленовые (Aceraceae).
Вид назван в честь российского ботаника Рудольфа Эрнестовича Траутфеттера. В Чечне имеет название горный явор, леге или субальпийский клён.

## Ботаническое описание

### Морфология
Листопадное дерево до 17 м высотой с шатровидной кроной. 
Листья супротивные, (3)5 7–пальчатораздельные,  9–14 см длиной и 11–16 см шириной. Нижняя сторона листьев сизоватая, верхняя более тёмная, в молодости волосистая, позже лишь с бородками из рыжеватых или ржавых волосков в углах жилок. Лопасти листа на верхушке на верхушке тупые, из которых верхние боковые отклонены и почти равны средней лопасти, нижние — маленькие, горизонтальные или направленные под углом назад, с неравно острозубчатыми краями.  
Черешки 7,5–17 см длиной, нередко карминовые.  
Почки яйцевидно-конические, 7–18 мм длиной, боковые отстоящие, с 8–12 наружными чешуями, верхние части которых коричневые, нижние — желтоватые и мелко волосистые. 
Цветки бело-зелёные, собраны в свисающие метёлки. Ось соцветия и цветоножки голые. Соцветия — длинностебельчатые, коротко конические или щитковидные метёлки около 7 см длиной и 5 см шириной, с пучками рыжеватых волосков у основания веточек. 
Плод — крылатки. Лопасти крылаток направлены параллельно друг другу. Мерикарпии расходяся под острым углом.  

### Жизненный цикл
Цветение: июнь–июль. Цветёт одновременно с распусканием листьев.

### Условия выращивания
Растёт довольно быстро. Засухоустойчив. Предпочитает суглинистые лёгкие почвы, дымогазоустойчив. Морозостоек до минус 23 °C. Очень декоративен. В культуре с 1866 года. Изредка выращивается в ботанических садах. В Санкт-Петербурге, в парке Ботанического сада Петра Великого БИН РАН в прошлом сильно обмерзал, последние годы плодоносит.

## Распространение, экология и условия местности

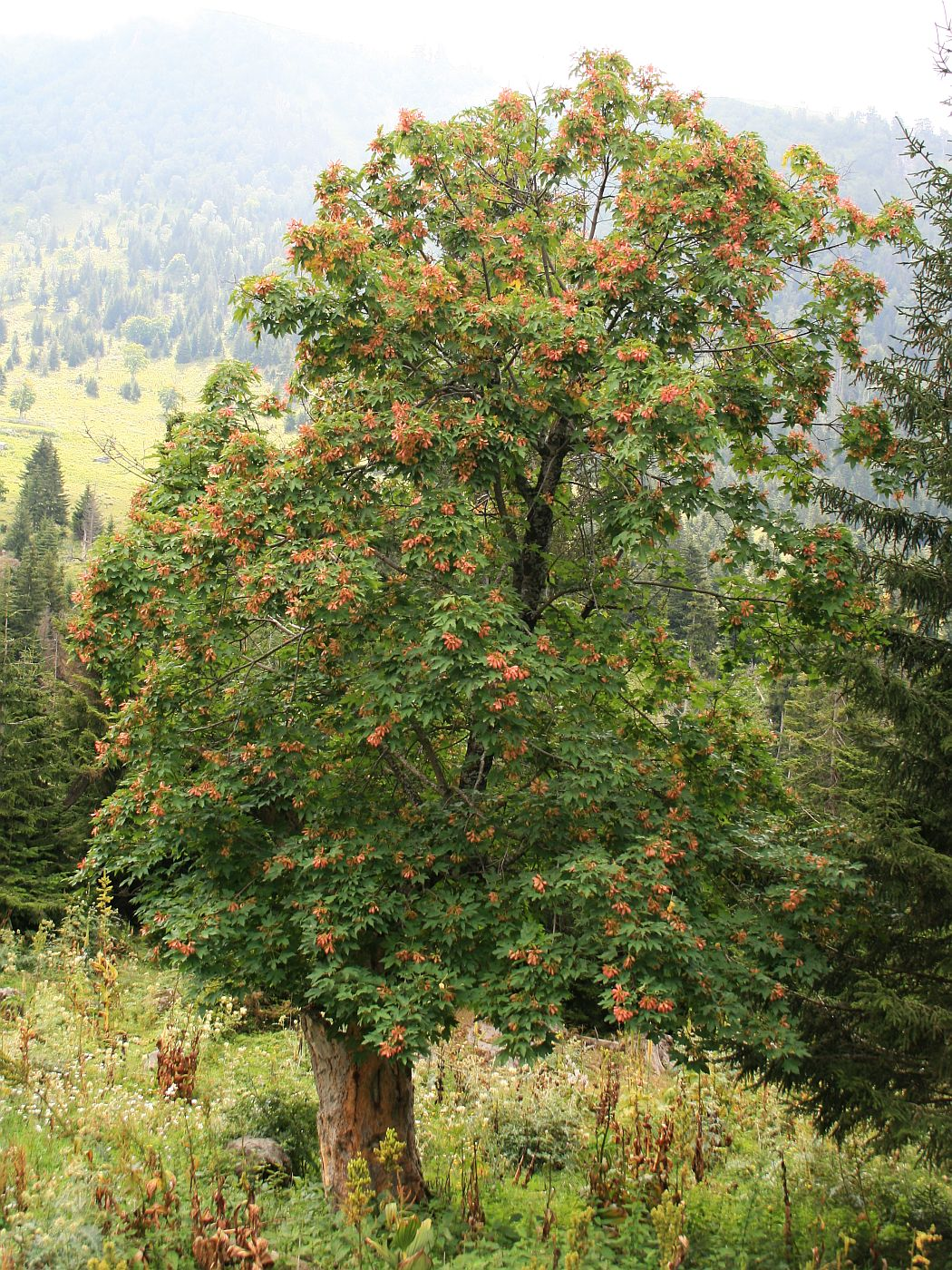
Малиновые крылатки — отличительная черта издалека

Ареал обитания — Кавказ. Клён Траутфеттера широко распространен на Северном Кавказе вплоть до горы Эльбрус. Клён Траутфеттера встречается во внутренних долинах над темнохвойными лесами. В долинах к западу от горы Эльбрус он распространен повсеместно, включая большую Тебердинскую долину.
Клён Траутфеттера — эндемично-реликтовый субсредиземноморский элемент флоры и характерное дерево древесной линии Колхиды, Кавказа и Понтийского побережья Малой Азии.
Экологически он приспособлен к прохладным, влажным климатическим условиям субальпийского высотного пояса на свежей, богатой питательными веществами почве, на высоте от 1800 до 2500 метров над уровнем моря. Он плохо переносит засуху, но может процветать на каменистых исходных почвах, где корни находят воду на большой глубине между расщелинами скал. В своей среде обитания это самое выносливое лиственное дерево, которое вместе с берёзой Литвинова (Betula litwinowii) доминирует в высокогорном криволесье.
Клён Траутфеттера имеет центр распространения в нижней субальпийской стадии на северном склоне на Западном Кавказе (водосбор Кубани), где он встречается в криволесьях (из-за напора снега) березово-рододендроновыми лесами (Rhododendron caucasicum, Rhododendron luteum и Betula litwinowii). Ниже он граничит с бореальными хвойными лесами с пихтой Нордмана и восточной елью. Эта специфическая характерная кленовая стадия сопровождается перемежающимися высокими кустарниками. В Тебердинском регионе они зонально распространены и занимают высоты от 2000 до 2100 метров. Выше до 2400 метров встречаются березово-рододендроновые криволесья.
Клён Траутфеттера является одним из требовательных лесных деревьев, он предъявляет высокие требования к водоснабжению, предпочитает прохладные температуры и предъявляет высокие требования к солнечному свету, особенно в зрелом возрасте. Однако молодые деревья способны расти и под сенью закрытых лесов и превосходят, например, восточный бук по выносливости. Лесная подстилка кавказского клёна легко разлагается и способствует наращиванию марлевого гумусового слоя, а также быстрому развитию горных почв (скальная гумусовая почва, скелетная гумусовая почва) и лесных почв. Клён Траутфеттера способен внести свой вклад в стабилизацию верхней границы леса в районах своего естественного ареала.

## Систематика
На основании характеристик листьев, а также сходства условий произрастания клён Траутфеттера  часто рассматривается как подвид клёна Гельдрейха (Acer heldreichii). С более дифференцированным Клёном бархатистым (Acer velutium) они контрастируют с кленом белым как эволюционная группа в ветви развития.
Однако филогенетические методы исследования родословных с помощью секвенирования ITS пока не смогли внести окончательную ясность в вопрос о том, является ли клён Траутфеттера отдельным видом, инфравидовой формой или экотипом Клёна Гельдрейха. Сравнительный анализ кутикулы по форме и строению стоматов, которые считаются типичными отличительными признаками секции Acer, подкрепляет мнение в конкордации обоих видов из-за совпадения отличительных признаков в их морфологии. Поскольку клёны с признаками как Acer trautvetteri, так и Acer heldreichii были замечены на Балканском полуострове в процессе, эта симпатрия также в настоящее время не позволяет точно уточнить, чтобы указать фактическое географическое распространение. 
Промежуточные формы между клёном Траутфеттера и клёном Гельдрейха встречаются в популяциях на северо-востоке их греческого ареала. Однако, по мнению Арне Стрида, северо-восточные популяции Греции уже соответствуют Acer heldreichii subsp. macropterum (Vis.) Pax(= Acer heldreichii subsp. visianii).С другой стороны, экземпляры, сильно напоминающие клён Гельдрейха, также были найдены в зоне распространения клёна Траутфеттера в северо-западной Анатолии (провинция Болу). Фактической зоной распространения «настоящего клёна Траутфеттера» считается северный Иран через Армению на запад до европейской Турции. 
Общие различия между кленом Траутфеттера и клёном Гельдрейха заключаются в том, что у первого доли листа надрезаны лишь немного выше середины, а у второго — почти до основания.